# Queidersbach
Queidersbach là một đô thị ở huyện Kaiserslautern, trong bang Rheinland-Pfalz, phía tây nước Đức. Đô thị Queidersbach có diện tích 14,78 km², dân số thời điểm ngày 31 tháng 12 năm 2006 là 2853 người.